# Four Horsemen (luta profissional)
The Four Horsemen foi um grupo ("stable") de luta profissional na National Wrestling Alliance (NWA) e, mais tarde, na World Championship Wrestling (WCW). O grupo original consistia de Ric Flair, Arn Anderson, Tully Blanchard e Ole Anderson. Flair e Arn Anderson foram membros constantes em todas as encarnações do quarteto, exceto quando, devido a uma lesão no pescoço, Anderson foi substituído por Curt Hennig.

## História
Ric Flair foi originalmente apresentado como um primo da dupla formada por Gene e Ole Anderson, a Minnesota Wrecking Crew na Mid-Atlantic Championship Wrestling na década de 1970. Depois de deixar a Crew, ele se uniu a Blackjack Mulligan e Greg Valentine para enfrentar seu antigo time. Em 1981, quando ele se tornou o Campeão Mundial de Pesos-Pesados da NWA, ele a Crew já haviam se reconciliado, tendo benção da equipe para se aliar a Mulligan e Valentine contra Harley Race, Dick Slater e Bob Orton Jr.. Quando Mulligan se aposentou e Valentine foi contratado pela World Wrestling Federation (WWF), Flair passou a procurar por um novo grupo.

### Os Four Horsemen originais (1985-1987)
Os Four Horsemen se uniram oficialmente em novembro de 1985, com Ric Flair e seus primos (na história) Ole e Arn Anderson (o último trazido da Continental Championship Wrestling), e Tully Blanchard, da Southwest Championship Wrestling, James J. Dillon como manager. Eles mantiveram rivalidades com Dusty Rhodes (na história, quebrando sua mão e tornozelo), Magnum TA, Barry Windham]], The Rock 'n' Roll Express (quebrando o nariz de Ricky Morton), Nikita Koloff (lesionando seu pescoço), e os Road Warriors. Animal e Hawk, dos Road Warriors, Ronnie Garvin e muitos outros lutaram contra Ric Flair pelo título mundial durante esse período de tempo. Eles geralmente detinham a maioria dos títulos da NWA e muitas vezes se gabavam sobre o seu sucesso (no ringue e com as mulheres) em suas entrevistas.
O nome dos Horsemen não foi planejado desde o início. Devido a restrições de tempo, durante as gravações de um programa de televisão, Flair, os Andersons, Blanchard e Dillon tiveram de dar uma entrevista juntos; Arn Anderson havia retornado e o quarteto havia tentado quebrar a perna de Dusty Rhodes em um evento no Omni em Atlanta, durante o outono de 1985. Foi durante esta entrevista que Arn disse algo para o efeito de "A única vez que tanto estrago havia sido causado por aquele pequeno número de pessoas, você precisaria ir todo o caminho de volta para os Quatro Cavaleiros do Apocalipse!" A comparação e o nome ficaram. No entanto, Arn disse em uma de entrevista para a RF Vídeo que ele, Flair e Blanchard foram tão íntimos quanto qualquer um poderia ser fora do ringue, enquanto eles estavam juntos. Eles viveram os personagens fora da arena, viajando de limusines e jatos. Baby Doll foi valet de Flair por alguns meses em 1986 após ter gerenciado Blanchard no ano anterior.

### Lex Luger e Barry Windham (1987-1989)

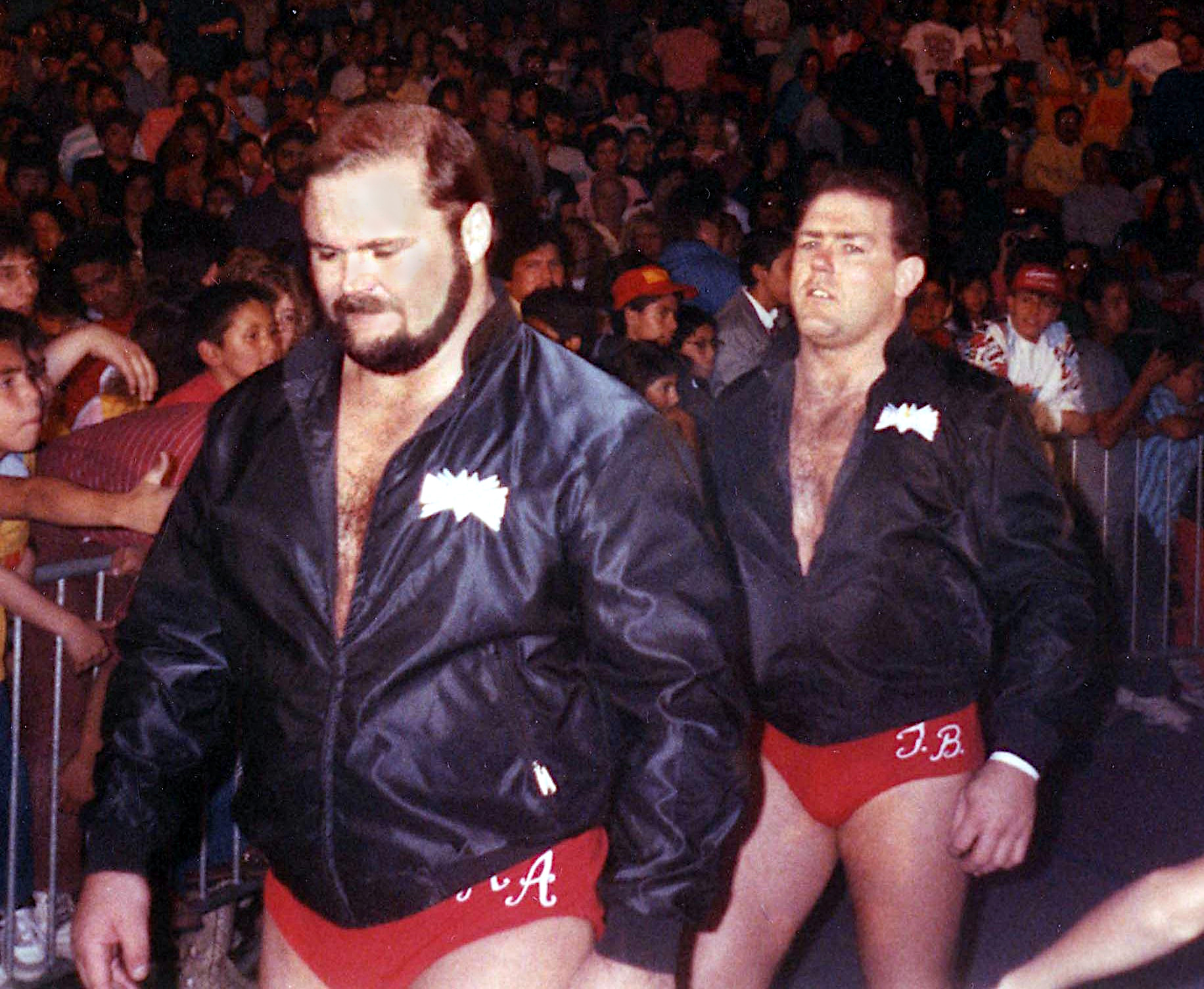
Arn Anderson (esquerda) e Tully Blanchard, dois membros fundadores dos Horsemen.

Em fevereiro de 1987, o recém-chegado à WCW Lex Luger tornou-se um membro associado do grupo após expressar seu desejo de se tornar um Horseman. Os outros começaram a excluir Ole depois que ele custou a ele mesmo e Arn Anderson o Campeonato Mundial de Duplas da NWA no Starrcade de 1986, e, eventualmente, ele foi expulso em favor de Luger em março. O fato de que Ole perdeu um show para assistir seu filho Brian lutar foi usado contra Ole, com Blanchard e Dillon questionando a lealdade de Ole e Blanchard chamado Brian de "criança com meleca no nariz".
Durante este tempo, eles enfrentaram Rhodes, Nikita Koloff, os Road Warriors e Paul Ellering em uma série de lutas WarGames. Estes combates foram brutais e acabaram com todos os cinco membros de cada equipe na gaiola tentando fazer alguém desistir por submissão. Durante a primeira luta, no Omni, Dillon sofreu uma lesão no ombro após os Warriors usarem a sua manobra de finalização, o Doomsday Device, tendo aterrado mal depois disso. Ele foi substituído nas próximas lutas pelo mascarado War Machine, mais tarde conhecido como o Big Boss Man.
Luger mais tarde foi expulso dos Four Horsemen. Primeiro, ele (Luger) culpou J. J. Dillon por ter perdido o título estadunidense, já que a tentativa de Dillon de fazer com que Luger vencesse sua luta ao trapacear, deu errado. Lex, posteriormente, não permitiu que Dillon vencesse sua luta no Bunkhouse Stampede, como os membros dos Horsemen haviam acordado entre si. Em janeiro de 1988, ele se uniu com Barry Windham contra os Four Horsemen. O par até mesmo derrotou Anderson e Tully Blanchard pelo Campeonato Mundial de Duplas da NWA na edição inaugural do Clash of the Champions. Em abril de 1988, Windham traiu Luger e tomou seu lugar nos Four Horsemen durante uma defesa de título contra Anderson e Blanchard. Este grupo (Flair, Anderson, Blanchard e Windham) é considerada a maior facção em relação à qualidade dos lutadores. Nessa época, todos os membros da facção detinham os principais títulos da NWA: Flair como Campeão Mundial dos Pesos-Pesados da NWA; Windham como Campeão
de Pesos-Pesados dos Estados Unidos; e Arn e Tully como Campeões Mundiais de Duplas da NWA.
Em setembro de 1988, Arn Anderson e Tully Blanchard deixaram a NWA para se juntar a WWF. Isto os forçou a largar os títulos de duplas, perdendo para o Midnight Express (Stan Lane e Bobby Eaton). Anderson e Blanchard eram conhecidos como os Brain Busters na WWF, com Bobby "The Brain" Heenan como manager.
Flair, Windham e Dillon continuaram a se referir a si mesmos como "Horsemen" e a NWA flertou com a ideia de trazer novos membros. Butch Reed foi contratado para lutar solo com Dillon como o seu manager. Em seguida, em fevereiro de 1989, o irmão de Barry, Kendall Windham, pareceu ter se juntado a eles e ainda levantou os quatro dedos, símbolo do grupo, depois trair Eddie Gilbert durante uma luta de duplas. Em seguida, Dillon deixou a NWA para trabalhar nos escritórios da WWF. O grupo, então deixou de usar o nome de Four Horsemen, contratando Hiro Matsuda como seu novo manager e mudando seu nome para Yamazaki Corporation. Suas grandes rivalidades foram com Lex Luger, Eddie Gilbert, Ricky Steamboat e Sting. Depois de perder o título estadunidense para Luger, Barry Windham deixou o grupo para realizar uma cirurgia após ter sua mão lesionada em uma partida contra o Luger no Chi-Town Rumble. Kendall não foi utilizado como muito mais do que um lutador preliminar. Eles acrescentaram Michael Hayes depois da lesão de Barry e ele rivalizou com Luger, mas o grupo se desfez quando Hayes reformada os Fabulous Freebirds em maio e Matsuda deixou a promoção.

### Reforma; Sting e Sid Vicious (1989-1991)
Os Horsemen foram reformados em dezembro de 1989. Flair, Arn e Ole Anderson e Sting formaram o novo conjunto. reformada em dezembro de 1989, na NWA. Tully Blanchard iria retornar, mas falhou em um teste de drogas na WWF. Sabendo disso, a WCW decidiu não recontratá-lo. O grupo era de heróis e rivalizaram com a J-Tex Corporation de Gary Hart, formada por Terry Funk, Keiji Mutoh, Buzz Sawyer e The Dragonmaster. No auge dessa disputa, o grupo voltou a se tornar vilanesco, expulsando Sting por se atrever a desafiar Flair pelo título mundial. Woman logo se tornou aliada de Flair. Eles rivalizaram com Luger, Sting, Rick Steiner, Scott Steiner e El Gigante durante este tempo.
Em maio de 1990, Ole tornou-se o manager do grupo, Barry Windham voltou para a WCW e para os Horsemen no NWA World Wide Wrestling de 5 de maio, e Sid Vicious foi adicionado para preencher o grupo no dia 11 de maio, na NWA Power Hour. Eles rivalizaram com os Dudes With Attitudes, que consistia de Sting, Luger, os Steiners, Paul Orndorff e Junkyard Dog. Até o final de 1990, Ole e Woman haviam deixado a NWA. Ted Turner havia comprado a Jim Crockett Promoções, o maior território na NWA, e transformado-a em World Championship Wrestling.
Em outubro de 1990, o campeão mundial da WCW Sting defendeu o título contra Sid Vicious no Halloween Havoc. Durante a partida, Sting e Vicious lutaram nos bastidores. Momentos depois, eles retornaram ao ringue. Sting tentou aplicar um slam em Sid, mas perdeu o equilíbrio e caiu com Sid em cima de si. Assim, Vicious tornou-se o campeão. Foi revelado, no entanto, que os Horsemen haviam atacado Sting durante a briga nos bastidores. Barry Windham, usando a pintura facial e roupas de Sting, entrou na luta fingindo ser o campeão, dando a vitória para Vicious. O Sting real apareceu após a contagem, causando o reinício do combate. O Sting real foi capaz de derrotar Sid e reter o título.
O grupo eventualmente se separou. Em abril de 1991, Sid deixou a WCW pela WWF. Flair foi demitido da WCW no final de maio e foi contratado pela WWF em agosto. Durante uma luta no The Great American Bash contra Lex Luger, Windham se tornou um herói. Anderson formou uma dupla com Larry Zbyszko chamado The Enforcers, parte da Dangerous Alliance de Paul E. Dangerously com Rick Rude, Madusa, Bobby Eaton e Steve Austin. Anderson e Windham rivalizaram durante este tempo, começando com um incidente no Halloween Havoc de 1991, onde Arn e Zbyszko quebraram a mão de Windham na porta de um carro. 

### Três Horsemen (1993)
A próxima encarnação foi de maio até dezembro de 1993. Flair retornou e se uniu a Anderson, anunciando um retorno dos Horsemen no Slamboree. Paul Roma tornou-se o terceiro membro, depois de Tully Blanchard e a WCW não conseguirem chegar a um acordo para ele voltar. Ole Anderson agia como consultor, mas fez apenas uma aparição em A Flair for the Gold. Este grupo de Horsemen é considerado por muitos fãs a encarnação mais fraca. Eles eram heróis novamente e rivalizaram com Barry Windham e os Hollywood Blondes (Steve Austin e Brian Pillman). Este grupo acabou devido a um incidente envolvendo Arn e Sid Vicious durante uma turnê na Inglaterra, em outubro, e Paul Roma se unir a Paul Orndorff para formar a dupla Pretty Wonderful. Flair manteve uma rivalidade com o campeão da WCW Big Van Vader.

### Reforma e rivalidade com a nWo (1995-1997)
Em 1995, Flair e Arn (novamente vilões) aliaram-se ao ex-inimigo de Flair, Vader, para atormentar Hulk Hogan e Randy Savage. Depois de Vader perder para Hogan em uma jaula no Bash at the Beach, Flair entrou na gaiola e o insultou. Vader atacou Flair e Arn veio ao seu resgate. Isso levou a uma luta 2-contra-1 no Clash of the Champions XXXI, onde Vader derrotou Flair e Anderson. Os dois começaram a brigar, com Flair culpando Arn pela derrota e Arn sentindo que sempre tinha que fazer o trabalho sujo de Flair; os dois se enfrentaram no Fall Brawl, com Anderson derrotando Flair após interferência de Brian Pillman. Flair implorou pela ajuda de Sting e, mesmo sem confiar em seu ex-inimigo, Sting concordou. Flair o traiu e reformou os Horsemen no Halloween Havoc com Flair, Arn e Pillman, acrescentando, mais tarde, Chris Benoit. Esta versão dos Four Horsemen rivalizou com Hogan, Savage, Sting e Lex Luger. Flair, eventualmente, fez com que Miss Elizabeth e Woman deixassem Hogan e Savage, se juntando ao grupo pelos próximos seis meses.
No início de 1996, Pillman começou sua infame história de descontrole em uma rivalidade com Kevin Sullivan, líder do grupo Dungeon of Doom. Pillman acabou deixando a WCW, indo para a Extreme Championship Wrestling (ECW), e, eventualmente, para a WWF, em fevereiro. No caminho para o Uncensored, os Horsemen se uniram ao Dungeon of Doom para formar a Alliance to End Hulkamania contra Hogan e Savage. Os dois grupos foram incapazes de coexistir e perderam a luta Tower of Doom. Os Horsemen, em seguida, envolveram-se em uma breve briga com o Dungeon, incluindo uma briga entre Sullivan e Benoit. Nessa rivalidade, Woman, que era realmente casada com Sullivan, o deixou por Benoit, tanto na história quanto na vida real.
Em junho de 1996, no Great American Bash, Flair e Arn Anderson enfrentaram os jogadores de futebol americano Steve "Mongo" McMichael e Kevin Greene. Durante a partida, a então-esposa de McMichael, Debra, foi perseguida para os bastidores por Woman e Miss Elizabeth, mas voltou com uma valise de aço e entregou para seu marido. Mongo abriu a valise para revelar uma camiseta dos Horsemen e dinheiro; depois de pensar, ele fechou a valise e nocauteou Greene com ela, permitindo que Flair derrotasse Greene e vencesse a luta. McMichael foi oficialmente empossado como o quarto Horsemen, e no processo, deu ao grupo mais uma valet em Debra. Alguns rumores diziam que Debra e Woman não se davam bem nos bastidores, o que foi levado à televisão como constante discussões entre as duas, que deveriam ser separadas por Benoit e Mongo. 
Quando a New World Order (nWo) foi fundada no mês seguinte, os Horsemen tornaram-se heróis junto ao resto do elenco da WCW. Em setembro, Flair e Anderson se juntaram a Sting e Lex Luger em uma derrota para a nWo (Hogan, Scott Hall, Kevin Nash, e um falso Sting) em uma WarGames no Fall Brawl quando Luger desistiu após sofrer uma submissão do falso Sting. Isto enfureceu Anderson, e ele rivalizou com Luger durante o próximo mês. Em outubro, dois desenvolvimentos afetaram o grupo. Primeiro, Jeff Jarrett veio a WCW da WWF, e expressou seu desejo de entrar para os Horsemen. Imediatamente, ele ganhou um fã em Ric Flair, para o desgosto dos outros membros. Na semana seguinte, Miss Elizabeth anunciou oficialmente que havia se juntado a nWo.
Flair finalmente deixou Jarrett se juntar ao grupo em fevereiro de 1997. Jarrett começou a disputar com Mongo a atenção de Debra atenção, e, em junho, conquistou o título estadunidense de Dean Malenko com a ajuda de Eddie Guerrero; em julho, ele foi expulso do grupo por Flair, que havia se cansado da instabilidade que Jarrett havia levado aos Four Horsemen. Ele, eventualmente, levou Debra de Mongo. Em represália, Mongo o derrotou pelo título estadunidense.
Em agosto de 1997, Arn Anderson se aposentou devido a uma lesão no pescoço e nas costas. Curt Hennig tomou o seu lugar. No mês seguinte, Hennig se desligou do grupo e juntou-se a nWo. Flair dissolveu o grupo em 29 de setembro de 1997.

### A encarnação final (1998-1999)
A última encarnação veio em setembro de 1998. No Nitro de 14 de setembro, Ric Flair retornou depois de um hiato causado por um desentendimento com o presidente da WCW, Eric Bischoff. Dean Malenko e Chris Benoit passaram a ir até Arn para reformar os Four Horsemen, mas ele negou. James J. Dillon, de volta à WCW, também fez o pedido. Arn o atendeu e reformou os Horsemen com Flair, Mongo, Malenko e Benoit, e Arn como manager. Eles rivalizaram com a nWo e Eric Bischoff.
No início de 1999, os Horsemen tornaram-se vilões novamente. Mongo deixou a luta profissional, e o grupo passou a ser apenas Flair, Arn, Malenko e Benoit. Eles também tinham um árbitro tendencioso para eles, Charles Robinson, a quem os membros dos Horsemen se referiam como "Little Nature Boy" (devido a sua semelhança com Flair). A enfermeira pessoal de Flair, Double D, agiu como valet do grupo e o filho de Ric, David Flair, lutou com eles e usou camisetas dos Horsemen, mas nunca foi um membro oficial. Na história, Ric Flair era o presidente da WCW e havia dado o Campeonato dos Estados Unidos  para David, com os Horsemen o ajudando a manter o cinturão. Eventualmente, Benoit e Malenko deixaram o grupo em protesto ao egoísmo de Flair, formando a Revolution com Shane Douglas e Perry Saturn, efetivamente encerrando os Four Horsemen.

## Legado
Os Four Horsemen originais foram inovadores no desenvolvimento e popularização do conceito de grupos vilanescos. No DVD sobre a carreira dos Horsemen de 2007, Jim Ross afirmou que "sem os Horsemen, com certeza não existiria nWo ou DX".

### Team Package
Em 2000, o ex-Horsemen Ric Flair e Lex Luger reuniram-se como vilões na WCW pela primeira vez em 12 anos como Team Package, com Elizabeth como valet. Eles, principalmente, rivalizaram com Hulk Hogan e Sting. Esta equipa iria durar apenas até maio, enquanto Vince Russo estava em uma rivalidade com ambos. Flair e Luger iriam se reunir mais uma vez no início de 2001, com Luger tornando-se parte do grupo Magnificient 7 de Flair meses antes do fim da WCW.

### Xtreme Horsemen
Xtreme Horsemen foi um grupo de luta profissional da Turnbuckle Championship Wrestling e, mais tarde, Major League Wrestling e do Japão. O grupo acabou em 2004. O grupo foi nomeado em homenagem aos Four Horsemen e foi criado na Turnbuckle Championship Wrestling de Dusty Rhodes. Na Major League Wrestling, o grupo foi formado por Steve Corino, C.W. Anderson, Justin Credible e Simon Diamond, com James J. Dillon como manager. Barry Windham também se juntou ao grupo para uma luta WarGames.
No Sportfest de 2009 da WXW-C4, Steve Corino reformou o grupo com ele mesmo, Papadon, A.C. Anderson e Alex Anthony, com Rob Dimension como manager.

### Evolution
Em 2003, rumores começaram a circular de que Ric Flair (na época trabalhava para a World Wrestling Entertainment) iria reformar os Four Horsemen com Triple H, Randy Orton e Batista. Este grupo foi finalmente formado, mas sob o nome de Evolution, com Triple H como o líder, em vez de Flair. Eles tinham basicamente a mesma função que o grupo original, como vilões dominado os títulos do Raw. O grupo lentamente morreu entre agosto de 2004 e outubro de 2005. Orton foi expulso do grupo depois de conquistar o título mundial cobiçado por Triple H. Em fevereiro de 2005, Batista deixou o grupo depois de vencer o Royal Rumble, em uma história onde Triple H tentou proteger o seu título de Batista. Durante um hiato de Triple H, Flair se tornou um herói. Ao retornar, Triple H atacou Flair com uma marreta, encerrando o grupo. No aniversário de 15 anos do Raw, o grupo se reuniu, com exceção de Orton, que se uniu a Edge e Umaga contra os outros. Triple H, Orton e Batista reuniram o grupo, sem Flair, em 14 de abril de 2014, para uma rivalidade com a Shield. No Raw de 28 de abril, Flair apoiou a Shield na rivalidade.

### Fortune
Fortune era um grupo de luta profissional da Total Nonstop Action Wrestling, formado por Ric Flair em 17 de junho de 2010 como uma versão "reformada" dos Four Horsemen. Flair havia sido vagamente associado com A.J. Styles, Desmond Wolfe, Beer Money, Inc. (James Storm e Robert Roode) e Kazarian desde 5 de abril de 2010, e anunciou que quem desejasse de unir ao grupo Fortune (inicialmente escrito Fourtune) deveria ganhar sua vaga. No dia 11 de julho, na Victory Road, Styles e Kazarian tornaram-se os primeiros membros oficiais da Fortune ao derrotar Samoa Joe e Rob Terry em uma luta de duplas. No dia 29 de julho, no Impact!, Flair anunciou que James Storm e Robert Roode haviam entrado no grupo. No entanto, no dia 12 de agosto, no Impact!, Douglas Williams, que havia ajudado Flair a derrotar Jay Lethal na semana anterior, e Matt Morgan, foram adicionados ao grupo contra EV 2.0, formada por ex-membros da Extreme Championship Wrestling (ECW). Desde então, o grupo se fundiu ao Immortal de Hulk Hogan e Eric Bischoff, mas os traiu meses depois. Flair deixaria a Fortune e continuaria associado ao Immortal.

### Four Horsewomen
O grupo passou a ser invocado pelas lutadores de artes marciais mistas Ronda Rousey, Shayna Baszler, Jessamyn Duke e Marina Shafir, que nomearam a si mesmas de "The Four Horsewomen" ("As Quatro Cavaleiras") em 2013, com a bênção de Anderson e Flair. Depois de Bethe Correia derrotar Duke, ela simbolicamente levantou quatro dedos antes de abaixar um. Ela fez isso novamente ao derrotar Baszler. Como Shafir não está no UFC, estas duas vitórias definiram cenário para uma luta entre ela e Rousey (a "Ric Flair das Four Horsewomen") no UFC 190. Rousey derrotou Correia em 34 segundos.
O grupo foi apresentado na primeira fila durante o WrestleMania 31, onde Rousey se envolveu em um segmento com The Rock, Triple H e Stephanie McMahon.
Quatro lutadoras do NXT, Charlotte (filha de Ric Flair), Bayley, Becky Lynch e Sasha Banks se referiram como "The Four Horsewomen". Elas posaram juntas com os quatro dedos levantados no NXT TakeOver: Brooklyn, após Bayley derrotar Banks.

## Membros

### Os Horsemen originais (1985-1989)
- Vilões (1985-1987): Ric Flair, Ole Anderson, Arn Anderson, Tully Blanchard, Baby Doll (valet), James J. Dillon (manager)
- Vilões (1987): Ric Flair, Lex Luger, Arn Anderson, Tully Blanchard, Dark Journey (valet), James J. Dillon (manager)
  - Membros associados: War Machine
- Vilões (1988): Ric Flair, Barry Windham, Arn Anderson, Tully Blanchard, James J. Dillon (manager) (grupo induzido ao Hall da Fama da WWE em 2012)
- Vilões (1988-1989): Ric Flair, Barry Windham, James J. Dillon (manager)
  - Membros associados: Kendall Windham, Butch Reed

### Yamazaki Corporation(1989)
- Ric Flair, Barry Windham, Kendall Windham, Butch Reed, Hiro Matsuda (manager)
- Ric Flair, Michael Hayes, Kendall Windham, Butch Reed, Hiro Matsuda (manager)

### Reforma (1989-1991)
- Heróis (1989-1990): Ric Flair, Ole Anderson, Arn Anderson, Sting
- Vilões (1990-1991): Ric Flair, Barry Windham, Arn Anderson, Sid Vicious, Woman (valet), Ole Anderson (manager)

### Reunião (1993)
- Heróis (1993): Ric Flair, Ole Anderson (apenas uma noite), Arn Anderson, Paul Roma, Fifi (valet)

### Reforma e rivalidade com a nWo (1995-1997)
- Vilões (1995-1996): Ric Flair, Arn Anderson, Brian Pillman, Chris Benoit, Woman (valet), Miss Elizabeth (valet), Bobby Heenan (manager; só por uma noite)
- Tweeners (1996): Ric Flair, Arn Anderson, Chris Benoit, Woman (valet), Steve McMichael, Debra McMichael (valet), Miss Elizabeth (valet)
- Heróis (1996-1997): Ric Flair, Arn Anderson, Chris Benoit, a Woman (valet), Steve "Mongo" McMichael, Debra McMichael (valet), Jeff Jarrett
- Heróis (1997): Ric Flair, Curt Hennig, Chris Benoit, Steve "Mongo" McMichael

### Encarnações finais (1998-1999)
- Tweeners (1998-1999): Ric Flair, Arn Anderson (manager), Chris Benoit, Dean Malenko, Steve "Mongo" McMichael
  - Membros associados: James J. Dillon
- Vilões (1999): Ric Flair, Arn Anderson (manager), Chris Benoit, Dean Malenko, Charles Robinson (árbitro), Double D (valet)
  - Membros associados: David Flair e Samantha/Torrie (valet)

## Na luta profissional
- Temas de entrada
  - "Also Sprach Zarathustra", 1º tema (1985-1989)
  - "The Creeper", 2º tema
  - "Brain Decay", 3º tema (1990)
  - "Charge", 4º tema" (1991)
  - "Groover", 5º tema (1993)
  - "Cost", 6º tema (1995-1997)
  - "The Four Horsemen Theme", 7º tema (1998-1999)

## Títulos e prêmios
- Jim Crockett Promoções/World Championship Wrestling
  - NWA National Heavyweight Championship – Tully Blanchard (1 vez)
  - NWA National Tag Team Championship – Ole e Arn Anderson (1 vez)
  - NWA (Mid-Atlantic)/WCW United States Heavyweight Championship – Tully Blanchard (1 vez), Lex Luger (1 vez), Barry Windham (1 vez), Ric Flair (1 vez), Steve McMichael (1 vez)
  - NWA World Heavyweight Championship – Ric Flair (6 vezes)
  - NWA (Mid-Atlantic)/WCW World Tag Team Championship – Arn Anderson e Tully Blanchard (2 vezes), Arn Anderson e Paul Roma (1 vez), Chris Benoit e Dean Malenko (1 vez)
  - NWA/WCW World Television Championship – Arn Anderson (4 vezes), Tully Blanchard (3 vezes)
  - WCW World Heavyweight Championship – Ric Flair (8 vezes)
- Pro Wrestling Illustrated
  - Rivalidade do Ano – vs. The Super Powers e The Road Warriors (1987), Ric Flair vs. Lex Luger (1988 e 1990), Ric Flair vs. Terry Funk (1989)
  - Manager do Ano – James J. Dillon (1988)
  - Luta do Ano – Ric Flair vs. Dusty Rhodes (1986), Ric Flair vs. Ricky Steamboat (1989)
  - Lutador Mais Odiado do Ano – Ric Flair (1987)
  - Lutador do Ano – Ric Flair (1985, 1986, 1989)
  - PWI colocou Ric Flair na # 2 posição dos 500 melhores lutadores individuais da história em 2003.
- WWE
  - WWE Hall of Fame (Classe de 2012) - Ric Flair, Arn Anderson, Tully Blanchard, Barry Windham, e J. J. Dillon.[12]
- Wrestling Observer Newsletter
  - Melhor Vilão – Ric Flair (1990)
  - Melhor em Entrevistas – Arn Anderson (1990), Ric Flair (1991, 1994)
  - Rivalidade do Ano – Ric Flair vs. Terry Funk (1989)
  - Luta do Ano – Ric Flair vs. Barry Windham (1986), Ric Flair vs. Sting (1988), Ric Flair vs. Ricky Steamboat (1989)
  - Mais Carismático – Ric Flair (1993)
  - Melhor Lutador – Ric Flair (1986, 1987, 1989)
  - Lutador Favorito dos Leitores – Ric Flair (1985-1993)
  - Lutador do Ano – Ric Flair (1985, 1986, 1989, 1990)

## Leitura aprofundada
Biografias
- Anderson, Arn. Arn Anderson 4 Ever A Look Behind the Curtain. Ardmore, PA: Dreamcatchers Group. ISBN 0-9663246-0-9. OCLC 42269116
- Scott Teal, Ole Anderson (2003). Inside Out: How corporate America destroyed professional wrestling. Hendersonville, TN: Crowbar Press. ISBN 0-9745545-0-2. OCLC 54615885
- Borden, Steve "Sting"; George King (2004). Sting Moment of Truth. Nashville, Tenn: J. Countryman. ISBN 1-4041-0211-6. OCLC 57342709
- James J. Dillon, Scott Teal & Philip Varriale (2005). Wrestlers are like seagulls: From McMahon to McMahon. Hendersonville, TN: Crowbar Press. ISBN 0-9745545-2-9. OCLC 62596130
- Ric Flair, Keith Elliot Greenberg, Mark Madden (ed.) (2005). Ric Flair: To Be the Man. New York: Pocket Books. ISBN 0-7434-9181-5. OCLC 60523429